# Turm Gabriel

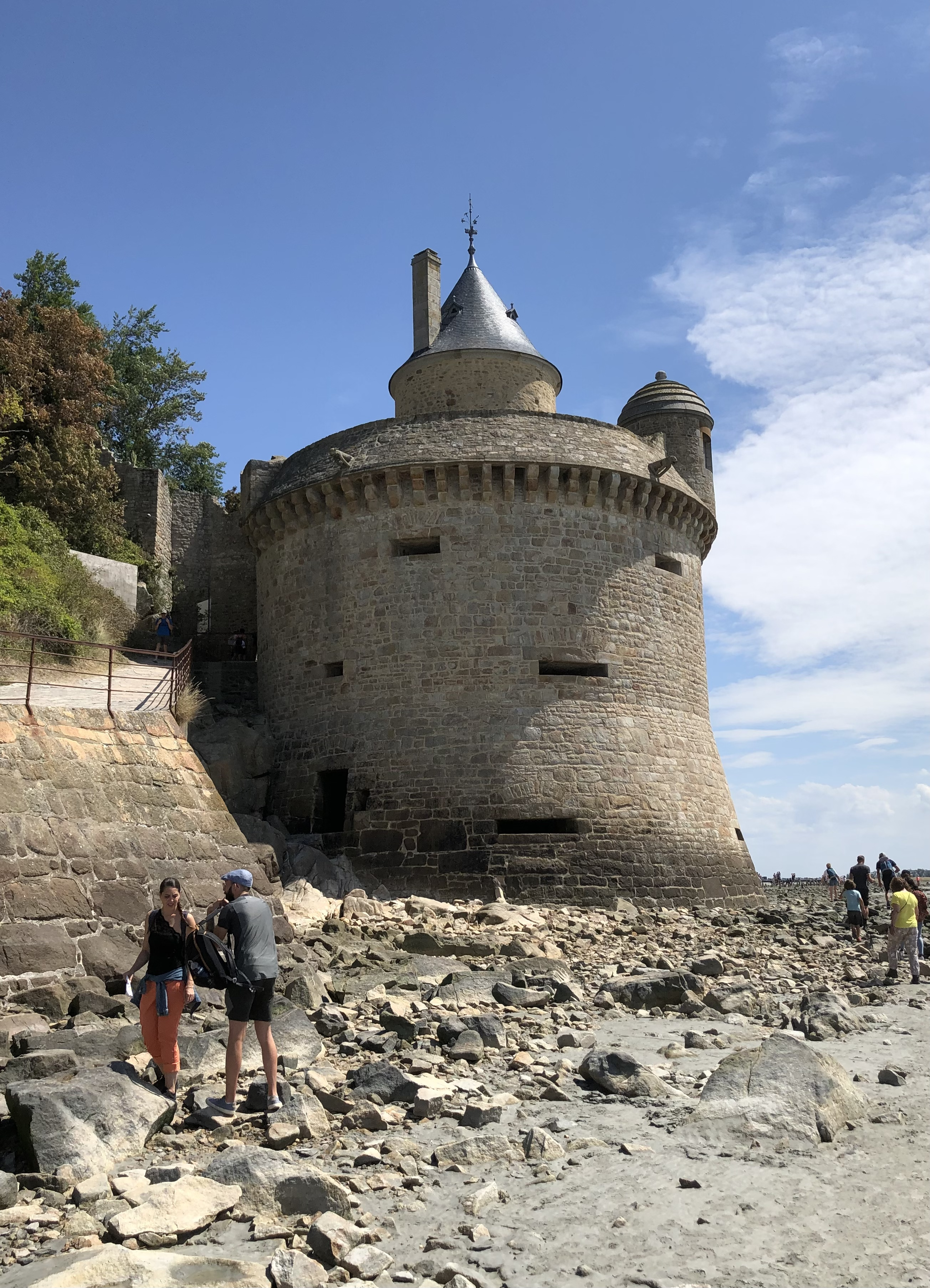
Turm Gabriel, 2022

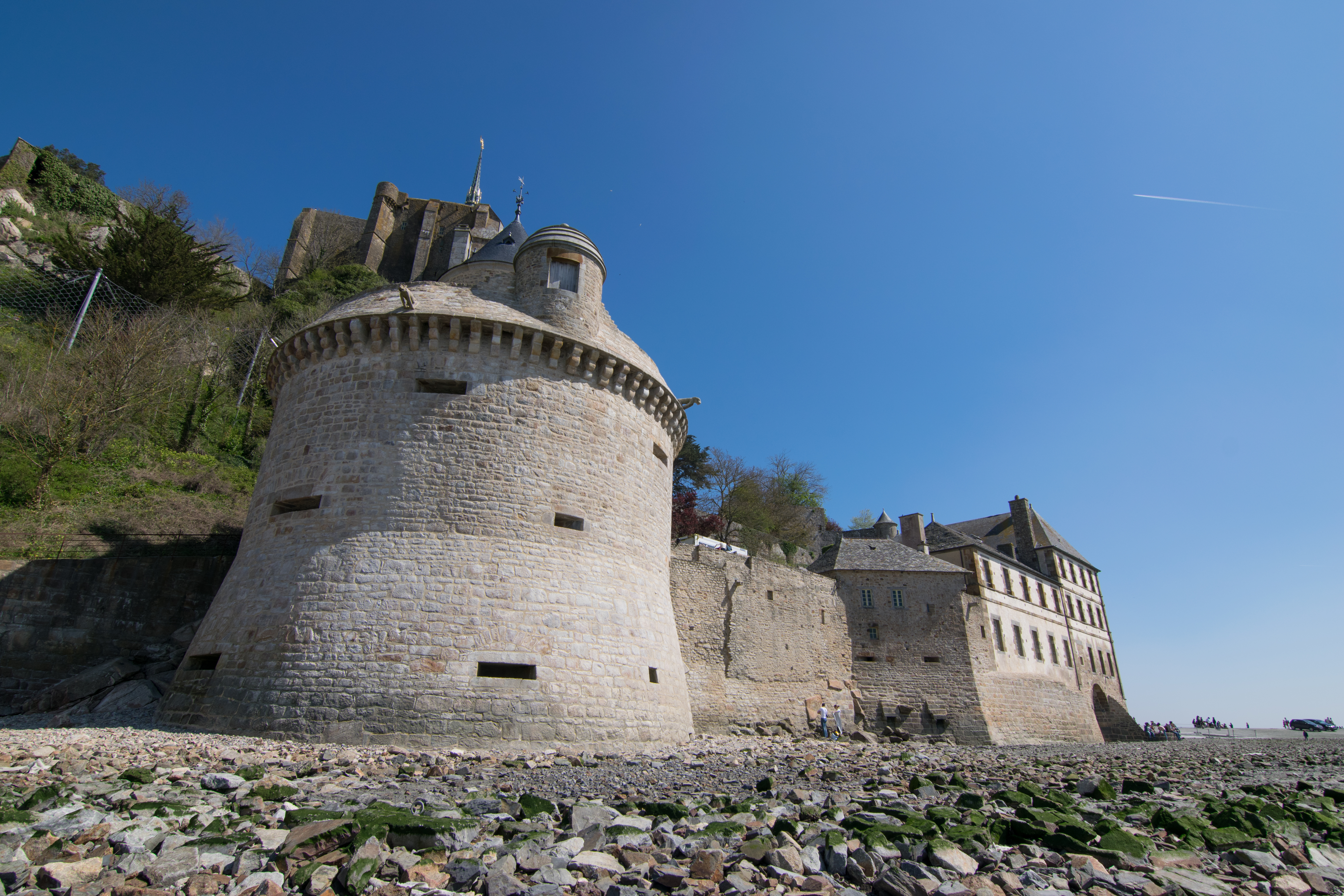
Blick von Westen, 2017

Der Turm Gabriel (französisch Tour Gabriel oder Gabrielle) ist ein Turm der Stadtbefestigung Mont-Saint-Michel in der Gemeinde Le Mont-Saint-Michel in Frankreich.
Der Turm befindet sich an der südwestlichen Seite des Mont Saint-Michel.

## Architektur und Geschichte
Errichtet wurde der Turm im Jahr 1524, nach anderen Angaben 1529, durch den Militäringenieur Gabriel du Puy, auf den auch der Name des Turms verweist. Die Anlage eines Turms an dieser Stelle war bereits in Planungen aus dem Jahr 1479 vorgesehen. Der auf kreisrundem Grundriss errichtete Turm hat einen Durchmesser von 16 Metern und war so angelegt, dass die Verteidigung in alle erforderlichen Richtungen erfolgen konnte. Die Aufgabe des Turms bestand in der Verteidigung der westlichen Steilhänge des Mont-Saint-Michel und der Beherrschung des Couesnons. Die Mauern des dreigeschossigen Turms weisen eine Stärke von zwei Metern auf. Die Gewölbe und die Treppen ruhen auf einen großen  sechseckigen Pfeiler. Im Inneren ist der Pfeiler hohl und an mehreren Stellen durchbohrt. Es wird vermutet, dass hierüber eine Kommunikation innerhalb des Turms erfolgen sollte. In der Außenwand befinden sich für Kanonen vorgesehene Schießscharten. Zum Teil waren sie, wie es bei Kriegsschiffen damals üblich war, verschließbar. Die 15 Schießscharten sind so angelegt, dass die Ausrichtung der Kanonen verändert werden konnten und Rundumfeuer, Kreuzfeuer und Flankenfeuer möglich war. Die auf dem Turm seeseitig eingearbeitete Warte, ermöglichte die Überwachung der Bucht, wobei die Wachen vor Musketenschüssen geschützt waren.
1637 wurde auf dem Turm Gabriel eine Windmühle errichtet, deren Basis als mittiger Wachtturm auf dem Turm erhalten ist. Im späten 19. Jahrhundert entstand außerdem ein Leuchtturm bzw. ein Semaphor, der für den Schiffsverkehr auf dem Couesnon von Bedeutung war. 1902 wurde die Anlage wieder demontiert, nachdem der Couesnon nicht mehr schiffbar war und die Anlage so ihre Nutzbarkeit verloren hatte. Eine Restaurierung des oberen Teils des Turms erfolgte durch Édouard Corroyer und Paul Gout, im Wesentlichen ist der Turm jedoch in seiner bauzeitlichen Form erhalten.